# Miss Atomic Bomb
"Miss Atomic Bomb" é uma canção da banda americana de rock The Killers. A faixa foi oficialmente liberada nas rádios em 23 de outubro de 2012 como o segundo single do álbum Battle Born.

## Bastidores
A canção foi inspirada nos testes nucleares da década de 1950, quando multidões observavam a distância as explosões no deserto de nevada. Houve até um concurso de beleza, onde foi tirado uma fotografia icônica da "Miss Atomic Bomb", a vencedora, vestida com um traje de banho em forma de uma nuvem em formato de cogumelo.
Brandon Flowers disse a revista NME: "é uma fotografia linda dessa mulher no deserto. Eu acredito que ela ainda está viva. Eu conheci o compositor Bernie Taupin pela primeira vez e eu achei que ele me deu alguns conselhos. Ele não falou muito comigo, apenas perguntou, 'Você gosta de títulos?' E eu comecei a pensar nas canções do Elton John e como o Bernie pensava no título das músicas antes de escrever as canções, como 'Mona Lisas and Mad Hatters' ou 'Candle in the Wind', que são épicas."
Flowers disse que a frase "Miss Atomic Bomb" ficou na cabeça dele e ele decidiu criar uma ligação entre ela e outra canção da banda, "Mr. Brightside", revivendo os personagens do álbum Hot Fuss. Isso fez, segundo ele, "mais facil de escrever".
O video clipe oficial da canção foi lançado em 11 de dezembro de 2012 e foi dirigido por Warren Fu.

## Paradas musicais
| Chart (2012)                                 | Peak position |
| -------------------------------------------- | ------------- |
| Bélgica (Ultratop 50 Flandres)               | 22            |
| Bélgica (Ultratop 40 Valônia)                | 31            |
| Estados Unidos (Billboard Alternative Songs) | 23            |
| Estados Unidos (Billboard Rock Songs)        | 35            |